# 티어라이너
티어라이너(영어: tearliner)는 대한민국의 싱어송라이터 원맨 밴드이며, 드라마/영화 음악감독이다. 기타리스트 강지훈과 함께 어쿠스틱 듀오 프로젝트인 로우엔드 프로젝트(영어: low-end project)의 멤버이기도 하다. 인디록과 드림팝 장르를 기반으로 세련된 도시적 감수성을 표현한다. 꿈결처럼 흐르는 몽환적이고 서정적인 기타사운드와 청춘의 방황과 성장통을 다룬 중의적 가사의 멜로디가 특징이다. 드라마 <커피프린스 1호점Coffee Prince No.1>, <치즈 인 더 트랩Cheese in The Trap>, <좋아하면 울리는Love Alarm>, 영화 <로맨틱 아일랜드Romantic Island> 등의 음악감독으로 유명하다. 내면으로 깊이 침잠하는 개성 짙은 밴드 음악과 다채로운 K-드라마 OST를 넘나들며 해외에서도 사랑 받고 있다. 
티어라이너의 전신밴드는 다음과 같다.
2000~2001년 '''VerTigo FeTis''' (5~6인조, 서울)
2002년 '''Vertis''' (4인조, 대구경산)
2003년 '''Vertis No.9''' (원맨 밴드, 서울)

## 발매 앨범
- 2005.04. Letter From Nowhere (EP 1집, 일본 녹음반) Apple Music Spotify
- 2005.04. 작은방, 다이어리.Small Room, Diary. (정규 1집) Apple Music Spotify
- 2007.02. Polaroid Life 우리들만의 발자취 (EP 2집) Apple Music Spotify
- 2009.06. Embrace All (싱글) Apple Music Spotify
- 2013.09. 잿빛 정원 Grey Garden (정규 2집) Apple Music Spotify
- 2014.10. 열네 살 내 마음의 문 (EP 3집) Apple Music Spotify
- 2016.04. 내 작은 기억들 @KYOTO (디지털싱글) Melon Spotify
- 2016.05. 우리 둘만의 보사노바 @CEBU (디지털싱글) Melon Spotify
- 2016.06. 이 느낌은 뭘까 @TALLINN (디지털싱글) Melon Spotify
- 2016.09. 칼끝 @St.PETERSBURG (디지털싱글) Melon Spotify
- 2016.10. 우리들의 다섯 번째 계절 @Ceske Budejovice (디지털싱글) Melon Spotify
- 2016.11. Love Bites @WIEN (디지털싱글) Apple Music Spotify
- 2016.12. Red Forest @BRATISLAVA (디지털싱글) Apple Music / Spotify
- 2017.07. Love Bites (컴필레이션) Apple Music Spotify
- 2019.02. HEARTSTRINGS (디지털싱글) Apple Music Spotify
- 2019.09. Love You, Stranger (디지털싱글) Apple Music 보관됨 2024-01-26 - 웨이백 머신 Spotify
- 2020.04. Moon Rises, Love Falls (디지털싱글) Apple Music 보관됨 2024-01-26 - 웨이백 머신 Spotify
- 2020.08. My Aporia (디지털싱글) Apple Music 보관됨 2024-01-26 - 웨이백 머신 Spotify
- 2023.12. How We Lost in Melody (디지털싱글) Apple Music 보관됨 2024-01-26 - 웨이백 머신 Spotify
- 2024.03. You Are So Me (디지털싱글) Apple Music[깨진 링크(과거 내용 찾기)] Spotify
- 2024.09. Because Haven’t Lived (디지털싱글)
- 2024.10. MUSICOMANIA (정규 3집)

## 발매 도서
- 2013.10. 느린 청춘, 문득 떠남 (여행에세이)

## 참여 앨범
- 2004.08. Winter Songs for Nostalgia (컴필레이션)
- 2006.04. CRACKER (컴필레이션)
- 2006.05. Siamese Flowers (컴필레이션)
- 2006.08. 풍경소리 (컴필레이션)
- 2007. 커피프린스 1호점 (MBC드라마 OST)
- 2007. 커피프린스 1호점 : 커피향 설레임 (MBC드라마 OST)
- 2007.12. We Will Be Together : Pastel Music 5th Anniversary (파스텔뮤직 5주년 컴필레이션)
- 2008.12. 러브임팩트 (영화 OST, 디지털 싱글)
- 2008.12. 로맨틱 아일랜드 (영화 OST)
- 2009.03. 남과 여...그리고 이야기 (컴필레이션)
- 2009.07. 트리플 (MBC드라마 OST)
- 2009.11. THEY LIVE 2009 (라이브 컴필레이션)
- 2010.03. 천일의 몽상 (북 OST 컴필레이션 by 이동진)
- 2010.11. THEY 2010 '밤의 열차' (컴필레이션)
- 2014.10. 느린 청춘, 문득 떠남 (북 OST)
- 2015.01. 하트 투 하트 OST (tvn드라마 OST)
- 2016.02. 치즈인더트랩 OST (tvn드라마 OST)
- 2017.09. 아르곤 OST (tvn드라마 OST)
- 2019.09. 좋아하면 울리는 Love Alarm (NETFLIX Original OST)
- 2023.01. 아무것도 하고 싶지 않아 OST (ENA 드라마 OST)
- 2023.04. 비의도적 연애담 OST (티빙 드라마 OST)
- 2025.03. 라이딩 인생 OST (ENA 드라마 OST)

## 참여 작품
- 2005.10. MBC 드라마 태릉선수촌 (음악감독)
- 2006. DMB 윈글리시 잡 잡는 영어 인터뷰 (타이틀 작곡)
- 2006.11. MBC 드라마 동네한바퀴 (음악감독)
- 2007.07. MBC 드라마 커피프린스 1호점 (음악감독)
- 2007.10. MBC에브리원 개국특집드라마 와인 따는 악마씨 (음악감독)
- 2007.12. 단편영화 TATTOO (음악감독)
- 2007.12. KBS 수요기획 롱다리가 달린다 (음악감독)
- 2008.06. KBS 수요기획 효재, 이사가는 날 (음악감독)
- 2008.08. KBS 수요기획 전설의 대물, 돗돔을 찾아서 (음악감독)
- 2008.12. 장편영화 로맨틱 아일랜드 (음악감독)
- 2009.04. 단편영화 인간사표를 써라 (음악감독)
- 2009.04. MBC 드라마 트리플 (음악감독)
- 2010.03. 단편영화 로맨틱 무브먼트 (음악감독)
- 2010.05. 드라마 할 수 있는 자가 구하라 (음악제공)
- 2010.08. KBS 드라마 성균관 스캔들 (음악참여)
- 2011.03. 단편영화 페인트통 (음악감독)
- 2012.01. 단편영화 My Grandma (음악감독)
- 2012. 단편영화 엄마,딸 (음악감독)
- 2014.10. MBC 드라마 4teen (음악감독)
- 2015.01. tvn 드라마 하트 투 하트 (음악감독)
- 2016.01. tvn 드라마 치즈 인 더 트랩 (음악감독)
- 2016.03. 드라마 투모로우 보이 (음악제공)
- 2017.04. 행복TV 한줄드라마 (음악감독)
- 2017.09. tvn 드라마 아르곤 (음악감독)
- 2018.01. tvn 단막극 드라마스테이지 문집 (음악감독)
- 2018.12. JTBC 드라마 일단 뜨겁게 청소하라 (음악참여)
- 2019.08. NETFLIX 드라마 좋아하면 울리는 (음악감독)
- 2022.11. ENA 드라마 아무것도 하고 싶지 않아 (음악감독)
- 2023.03. KBS 특별다큐 더캠프 (음악감독)
- 2023.03. 티빙 드라마 비의도적 연애담 (음악감독)
- 2025.03. ENA 드라마 라이딩 인생 (음악감독)

## 뮤직 비디오 감독
- 2024.09. Because Haven’t Lived
- 2024.10. Lovesick (feat. 선진)